# Hallaxa chani
Hallaxa chani Gosliner e Williams, 1975 è un mollusco nudibranco  della famiglia Actinocyclidae.

## Biologia
Si nutre di urocordati della specie Didemnum carnulentum e di spugne del genere Halisarca.